# لوکا فری (بازیکن فوتبال، زاده ۱۹۹۱)
لوکا فری (انگلیسی: Luca Ferri؛ زادهٔ ۷ فوریهٔ ۱۹۹۱) بازیکن فوتبال اهل ایتالیا است.